# Zahrádka (Nalžovské Hory)
Zahrádka je malá vesnice, část města Nalžovské Hory v okrese Klatovy v Plzeňském kraji. Nachází se asi dva kilometry východně od Nalžovských Hor. Zahrádka leží v katastrálním území Nalžovské Hory o výměře 8,78 km².

## Historie
První písemná zmínka o vesnici pochází z roku 1414.

## Obyvatelstvo
| Rok            | 1869 | 1880 | 1890 | 1900 | 1910 | 1921 | 1930 | 1950 | 1961 | 1970 | 1980 | 1991 | 2001 | 2011 | 2021 |
| -------------- | ---- | ---- | ---- | ---- | ---- | ---- | ---- | ---- | ---- | ---- | ---- | ---- | ---- | ---- | ---- |
| Počet obyvatel | 74   | 83   | 64   | 57   | 67   | 73   | 56   | 38   | 34   | 26   | 18   | 12   | 8    | 11   | 9    |
| Počet domů     | 11   | 11   | 11   | 11   | 12   | 12   | 11   | 9    | 9    | 9    | 9    | 9    | 9    | 9    | 9    |

## Obecní správa
Při sčítání lidu v letech 1850–1951 Zahrádka byla osadou obce Nalžovy v okrese Klatovy. Od roku 1952 je částí města Nalžovské Hory, se kterým patřila nejprve do okresu Horažďovice, ale od roku 1960 opět v okrese Klatovy.

## Galerie

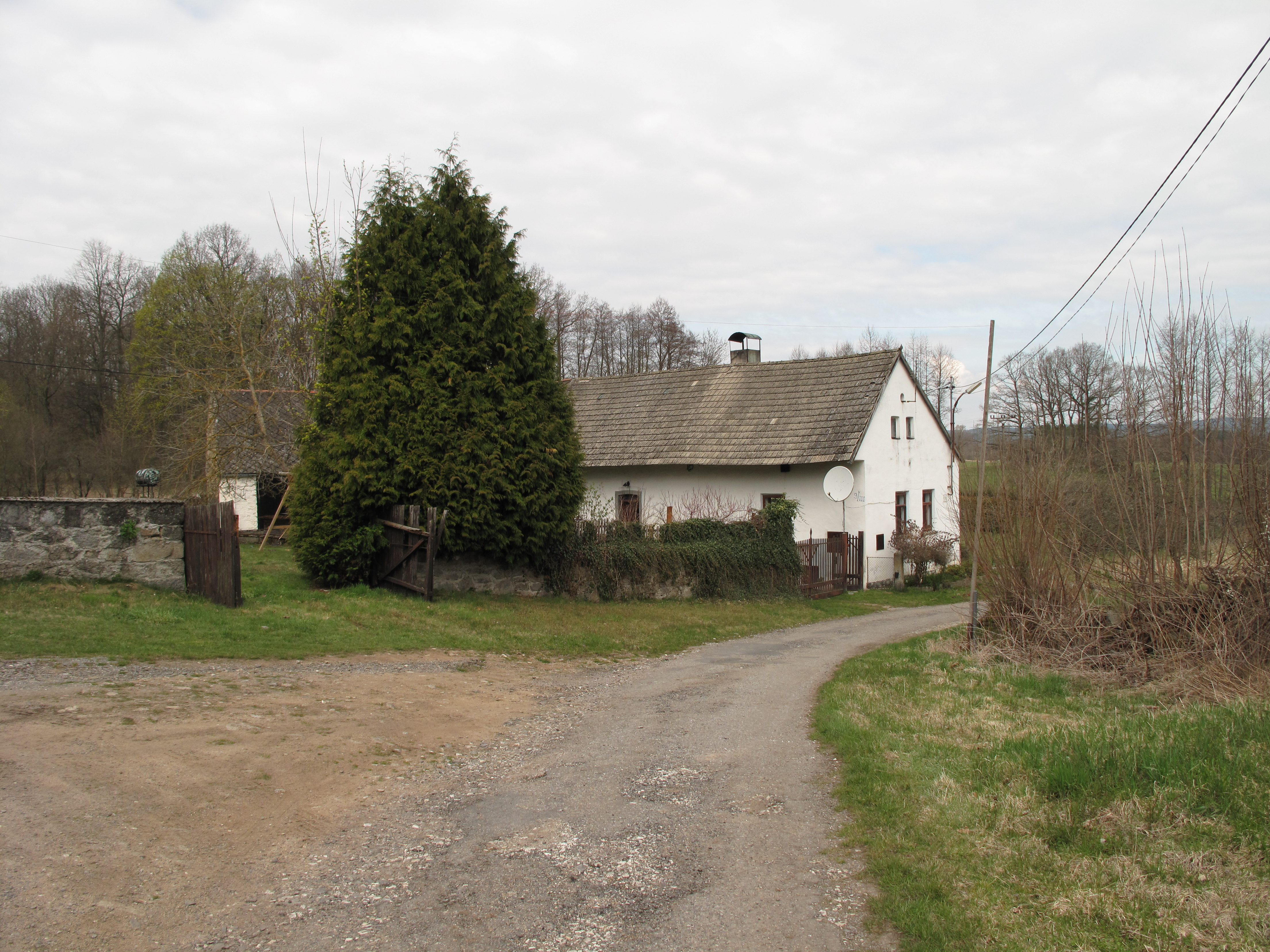
Chalupa u cesty
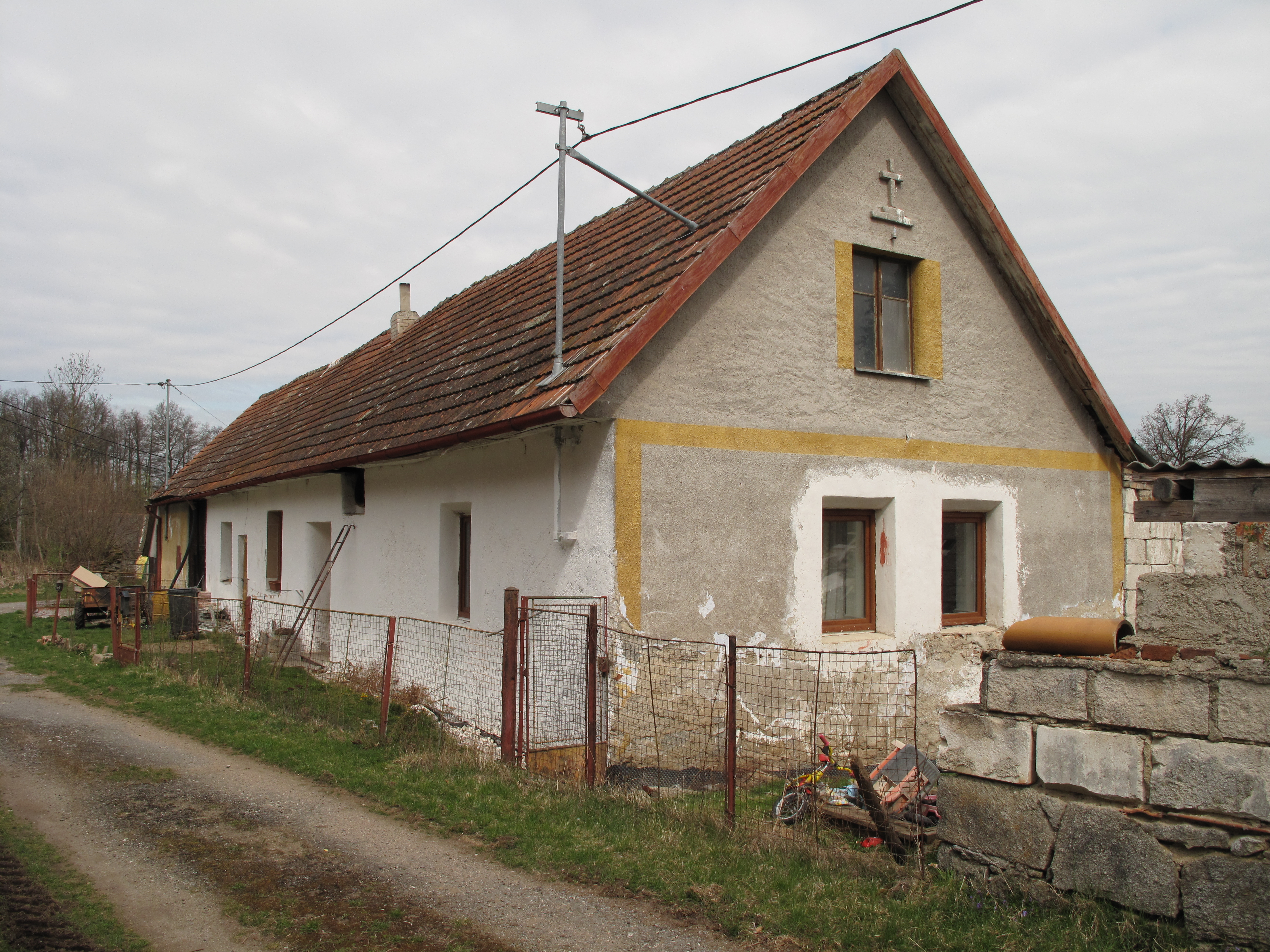
Chalupa
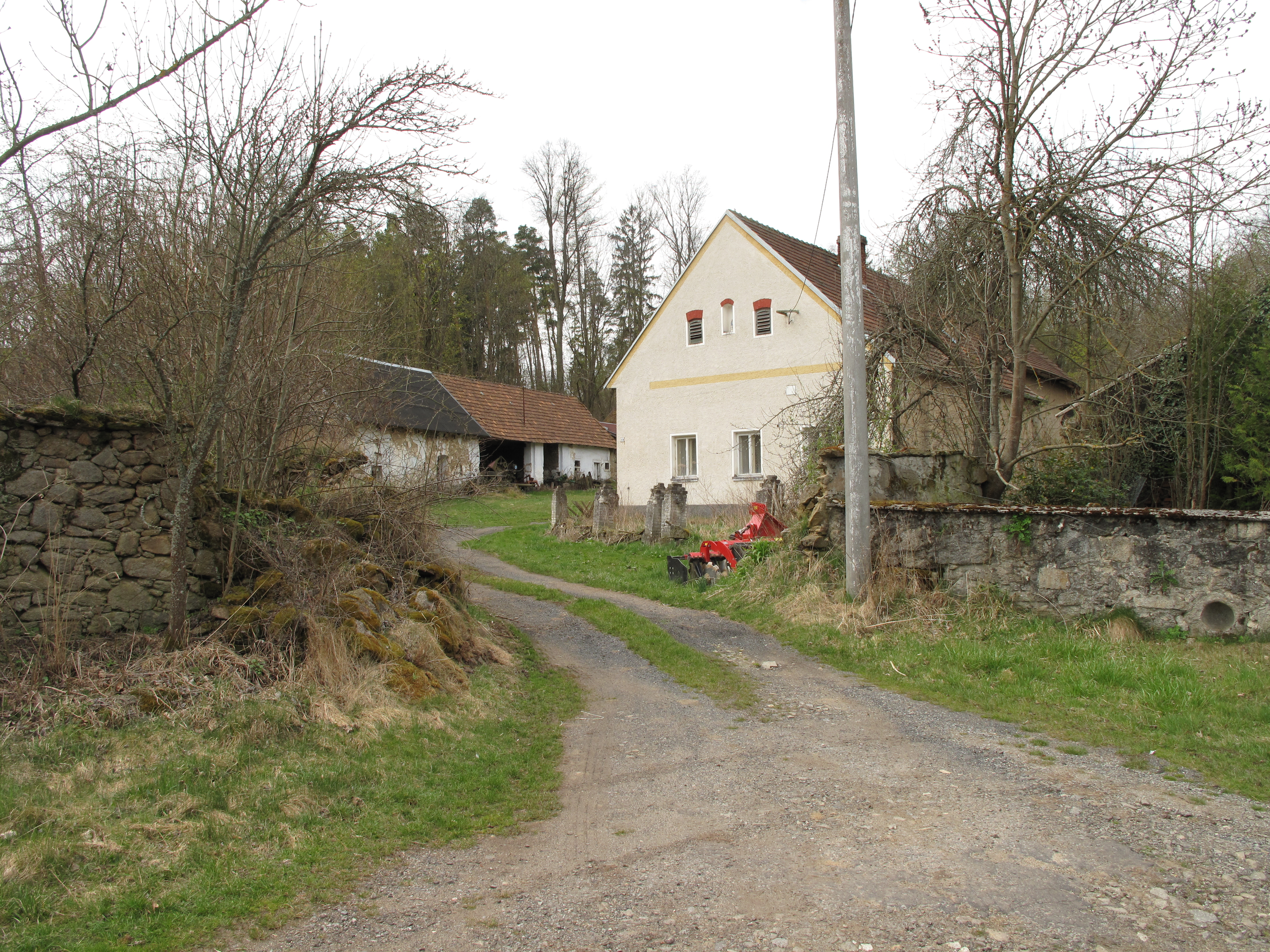
Statek